# Магомедабиров, Али
Али Магомедаби́ров (азерб. Əli Məhəmmədəbirov) — азербайджанский борец вольного стиля, бронзовый призёр в весовой категории до 100 кг чемпионата Европы среди кадетов, проходившем в 2009 году в Зренянине, победитель первых летних юношеских Олимпийских игр, которые проходили в Сингапуре в 2010 году. В отборочном турнире Али занял 2-е место. Чемпион Европы среди юниоров 2012 года. Бронзовый призёр чемпионатов Азербайджана (2011, 2014).